# Begonia acclivis
Espèce
Begonia acclivis est une espèce de plantes à fleurs de la famille des Begoniaceae. Ce bégonia rhizomateux est originaire des Philippines.

## Description
C'est un bégonia rhizomateux, qui fait moins de 25 cm de haut. La tige présente des nœuds tous les 3 mm et les pétioles très poilu font 5-10 cm de long. Les feuilles alternes, ovoïdes et asymétriques sont terminées en pointe. Poilues en surface et irrégulièrement dentelées ,elles sont de couleur vert clair, tachée de vert foncé entre les nervures. Leur nervuration est palmée.
Les fleurs ont un pédoncule de 10-20 cm. Les fleurs mâles ont quatre tépales d'un blanc rosé. Le fruit est une capsule ailée, de section triangulaire.

## Répartition géographique et habitat
Cette espèce est originaire  des Philippines.
On la rencontre à 800 m d'altitude, sur les pentes abruptes du mont Gantung où elle s'accroche à des sols ultramafiques (roches magmatiques très pauvres en silice et contenant plus de 90 % de minéraux riches en fer et magnésium).

## Classification
Begonia ... fait partie de la section Baryandra du genre Begonia, famille des Begoniaceae.
L'espèce a été décrite en 2010 par le botaniste C.Coyle et l'épithète spécifique, acclivis , signifie « qui va en montant, en pente ».
Publication originale : M. Hughes, C. Coyle & R. R. Rubite, 2010. A Revision of Begonia section Diploclinium (BEGONIACEAE) on the Philippine Island of Palawan, incluing 5 new species.